# Portrait de Joseph Roulin
Le Portrait de Joseph Roulin est un tableau peint par Vincent van Gogh en 1888, alors qu'il vivait à Arles. Il mesure 81,3 cm de haut sur 65,4 cm de large. Il est conservé au musée des beaux-arts de Boston.

## La famille Roulin et Vincent Van Gogh
Ce portrait est l'une des six versions du portrait du facteur Joseph Roulin, né le 4 avril 1841 à Lambesc et mort en septembre 1903 à Marseille. Il était marié à Augustine, née Pellicot (1851-1930), dont Van Gogh fit également plusieurs portraits, ainsi que de leurs enfants Armand (17 ans), Camille (11 ans) et Marcelle (4 mois).

## Histoire
Dans une de ses nombreuses lettres à son frère Théo, Vincent l'informe de la création de sa toile : « Maintenant je suis en train avec un autre modèle : un facteur en uniforme bleu, agrémenté d'or, grosse figure barbue, très socratique. Républicain enragé comme le père Tanguy. Un homme plus intéressant que bien des gens. » 
Il lui confirme avoir terminé la toile dans une lettre datée du 8 septembre 1888.